# ウィリアム・ハンター (医学者)

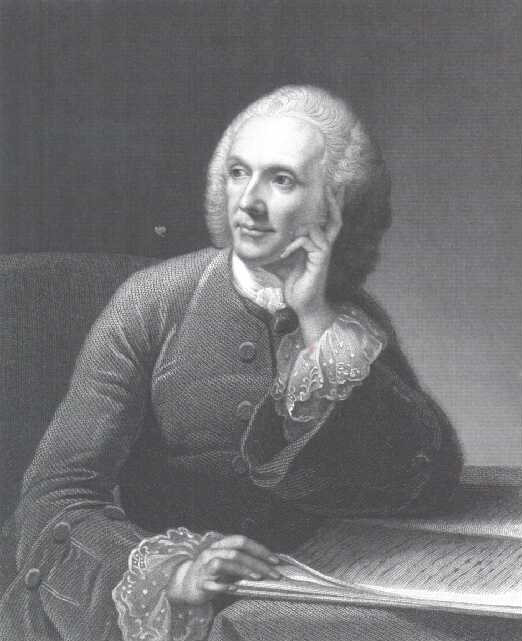
William Hunter

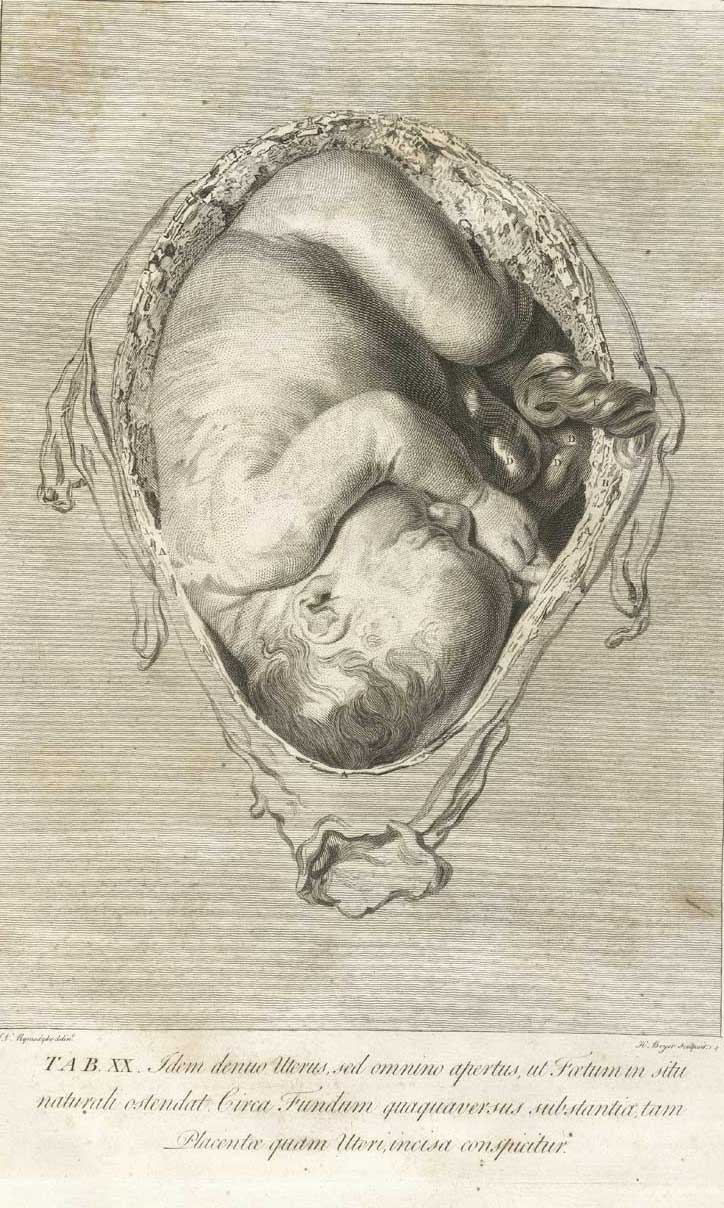
The anatomy of the human gravid uterus exhibited in figuresの図版

ウィリアム・ハンター（William Hunter 、1718年5月23日 - 1783年3月30日）は、スコットランドの産科を専門とする医学者、解剖学者である。有名な外科医、ジョン・ハンターの兄でもある。

## 略歴
グラスゴー近くのイースト・キルブライドで生まれた。グラスゴー大学で神学を学んだ後、1737年に薬学に転じ、化学者、医学者のウィリアム・カレンの影響を受けた。（1750年にグラスゴー大学で学位（M.D.）をうける）、その後、エディンバラ医学校の創立者で解剖学者のアレキサンダー・モンロー（Alexander Monro I. :1697-1767）の解剖学の講義を受けた後、ロンドンへ移り、有名な産科医、ウイリアム・スメリーの弟子となり、セント・ジョージ病院で解剖学の訓練を受けた。
1746年からスメルのように解剖学の個人的な教育を行うようになり、ウインドミル・ストリートに施設を作った。1764年に国王ジョージ3世の王妃、シャーロット・オブ・メクレンバーグ＝ストレリッツの侍医に任じられた。1767年には王立協会の会員に選ばれ、1768年からロンドンのロイヤル・アカデミー・オブ・アーツの解剖学の教授を務めた。
血管に防腐剤を注入する方法や、断面や表面の防腐法を用いて解剖のための死体保存の方法を、ウィリアム・ハンターは発表し、1775年にジョン・ハンターが始めてこの方法を用いた
。
熱心な古代のコインや古書の収集家であり、これらを含めて資料はグラスゴー大学に寄付され、グラスゴー大学のハンテリアン博物館・芸術ギャラリー（Hunterian Museum and Art Gallery）に保存されている。

## 著作
- Medical commentaries. 2 Bände. London 1762.
- Anatomy of the human gravid uterus. London 1775.